# Mertensophryne melanopleura
Mertensophryne melanopleura là một loài cóc trong họ Bufonidae.
Nó được tìm thấy ở Angola, Cộng hòa Dân chủ Congo, và Zambia.
Các môi trường sống tự nhiên của chúng là các khu rừng ẩm ướt đất thấp nhiệt đới hoặc cận nhiệt đới, xavan khô, xavan ẩm, sông, đầm nước, đầm nước ngọt, và đầm nước ngọt có nước theo mùa.